# 芬兰气象研究所

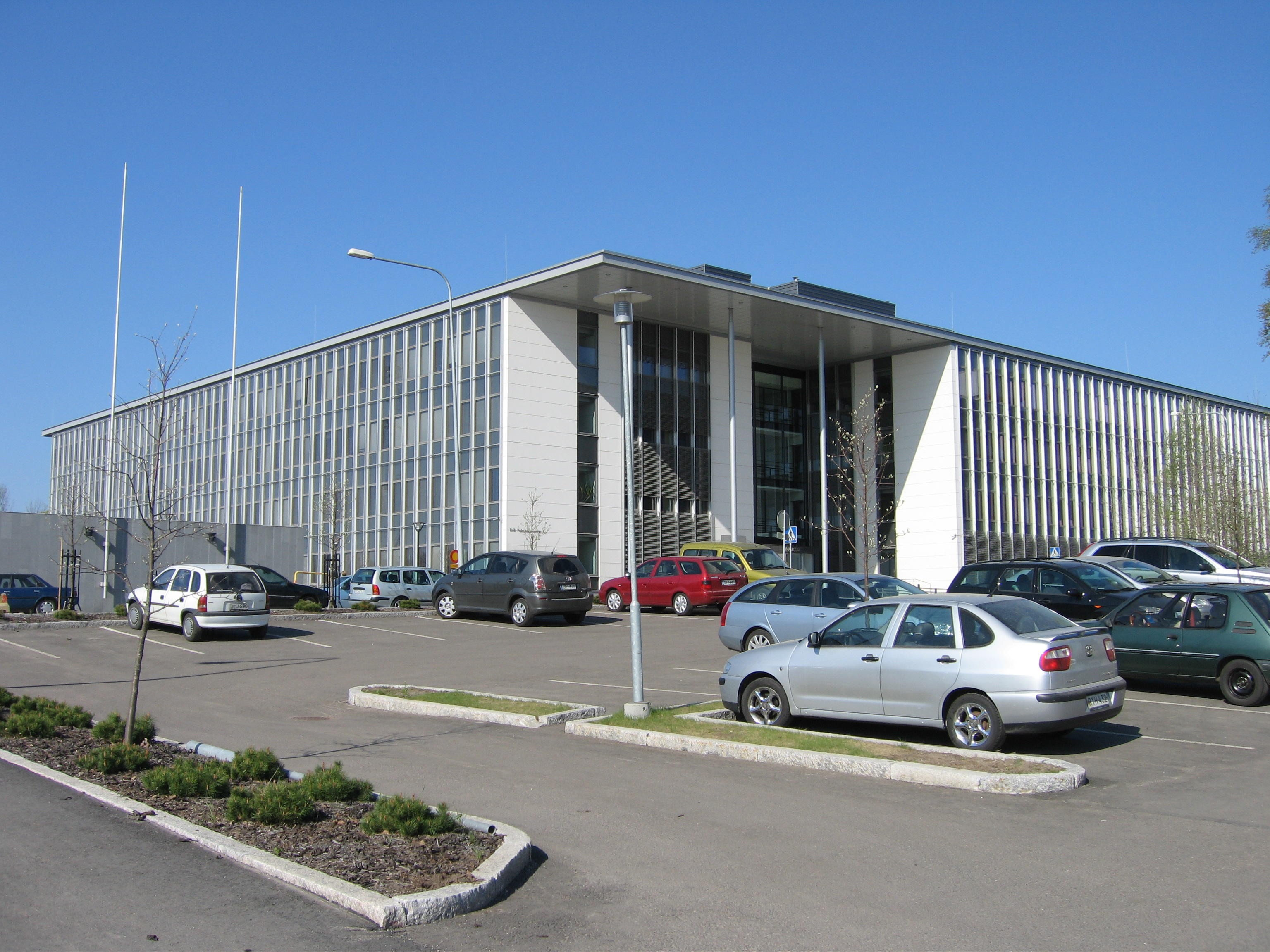
Dynamicum，芬兰气象研究所在赫尔辛基的大楼

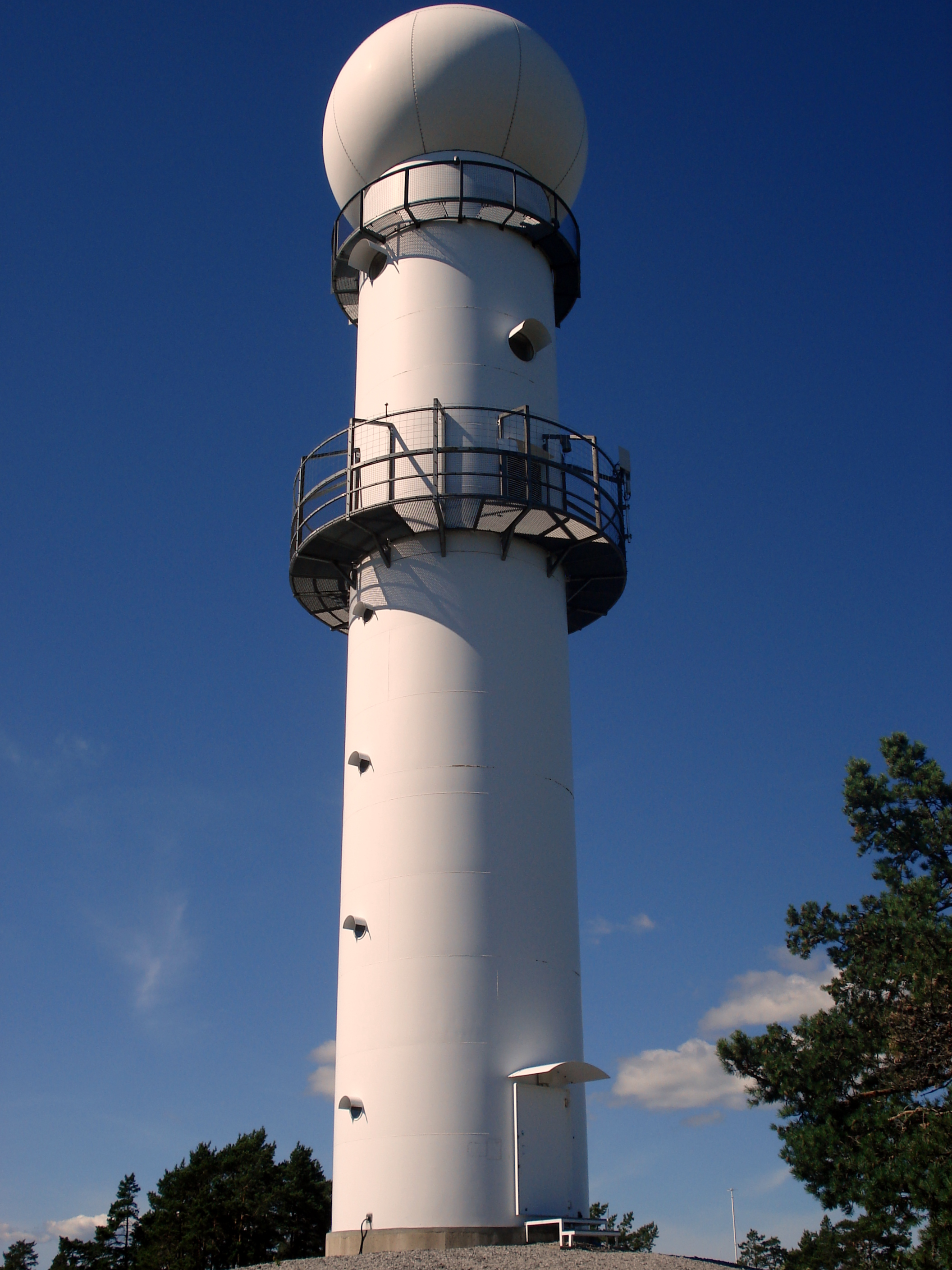
C-Band多普勒雷达

芬兰气象研究所（芬蘭語：Ilmatieteen laitos）是芬兰收集和报告气候数据及天气预报的政府机构。它隶属于芬兰交通信息部，但相对上半独立运行操作。该研究所是一个中立的研究和服务机构。其专业领域除收集气候数据及提供天气预报之外还覆盖着大气科学的多个分支。其总部位于赫尔辛基。
芬兰气象研究所的前任所长佩泰里·塔拉斯在2016-2019年间担任世界气象组织的秘书长职位。

## 服务
芬兰气象研究所通过网络和移动设备为航空、交通、运输、媒体各行业以及个体公民提供天气预报服务。它也提供空气质量数据服务。在海事方面，它提供有关冰层覆盖、海平面变化及波浪的信息。
芬兰气象研究所在2013年开放了其有关天气、海洋及气候的观察数据、时间序列及模型数据。这些开放数据将有助于程序开发员去开发新的服务、应用和产品。

## 气象观察
芬兰气象研究所通过400多个遍布芬兰各地的观察站来对大气、海洋和外空进行观察。它的气候雷达网络包括10个C-band多普勒雷达。

## 研究
芬兰气象研究所的研究范围包括气象学、空气质量、气候变化、地球观测、海洋学及极地研究。每年该研究所发表300多篇经过同行评审过的论文。

## 职员
研究所的全职员工大约有540人，其中2/3为研究所的长期雇员，另外的1/3为合同职位。研究所全天候24小时运行，大约有30%的全职雇员轮流值班。
雇员当中54%的人拥有大学硕士学位、15%的人拥有副博士或博士学位。职员的平均年龄为43岁。